# Gertrud Adelborg
Gertrud Virginia Adelborg (10 de septiembre de 1853 en Karlskrona – 25 de enero de 1942) fue una profesora sueca, feminista y miembro destacado del movimiento por los derechos de las mujeres.

## Biografía
Gertrud  Adelborg nació en Karlskrona en el condado de Blekinge, Suecia. Era hija del capitán naval y noble Bror Jacob Adelborg (1816-1865) y su mujer Hedvig Catharina af Uhr (1820-1903). Era hermana de la ilustradora de libro Ottilia Adelborg (1855–1936) y de la artista textil Maria Adelborg (1849-1940). Ella nunca se casó. Adelborg fue educada por una institutriz en casa y en escuelas para chicas. Trabajó como profesor en 1874-1879, y fue empleada en el Tribunal de Apelación de Svea (sueco: Svea hovrätt) de 1881–1883.
Gertrud Adelborg participó activamente en el movimiento de mujeres suecas y en la lucha por el sufragio de la mujer. Trabajó para la oficina de la Asociación Fredrika Bremer o FBF en 1884–1907 (desde 1886 como presidenta de la oficina de Estocolmo) y fue miembro del comité central de FBF en 1897–1915. Inició la Escuela de Campo para Mujeres FBF (en sueco: Landthushållningsskola för kvinnor) en Rimforsa en Östergötland, donde  perteneció a la junta escolar en 1907–1921.

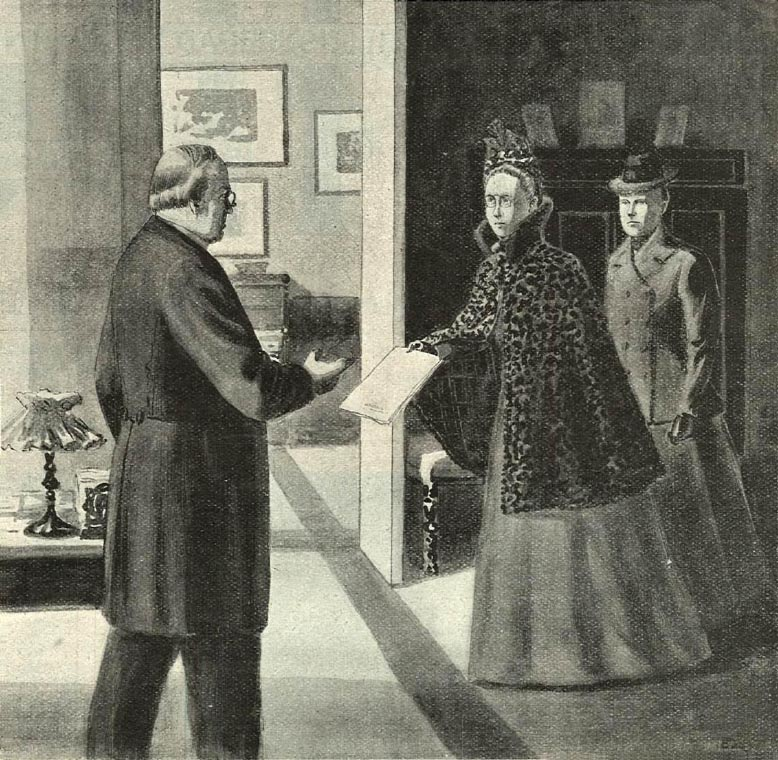
Agda Montelius y Gertrud Adelborg presentan la petición de sufragio femenino al Primer ministro Erik Gustaf Boström en 1899.

En 1899, una delegación de la FBF presentó una sugerencia de sufragio femenino al primer ministro Erik Gustaf Boström. La delegación estuvo encabezada por Agda Montelius, acompañada de Gertrud Adelborg, quien había escrito la demanda. Esta fue la primera vez que el propio movimiento de mujeres sueco presentó oficialmente una demanda de sufragio.
Gertrud Adelborg fue miembro de la junta directiva de la Asociación Nacional para el sufragio de las mujeres (sueco: Landsföreningen för kvinnans politiska rösträtt) o LKPR  en 1903-1906. En 1907, encabezó la delegación del LKPR que presentó su demanda al propio monarca Oscar II de Suecia. Recordó a Oscar II las reformas relativas a los derechos de las mujeres que habían sido aprobadas por su padre, Oscar I de Suecia, y continuó expresando su esperanza de que "El hijo de Oscar I adjuntara su nombre a una sugerencia de sufragio de mujeres". Según Lydia Wahlström: "tan pronto como el rey oyó el nombre de su padre, se despertó su interés", y Oscar II prometió su apoyo, pero añadió que como monarca constitucional no podía hacer mucho, y que dudaba que el gobierno presente pudiese hacer más. El papel de Adelborg dentro del trabajo del sufragio fue descrito como importante pero menos público: asumió tareas de secretaría, hizo investigaciones, estructuró el trabajo y fue autora de muchas de sus publicaciones y manifiestos.
Gertrud Adelborg vivía jubilada en Gagnef en el Condado de Dalarna. Recibió la Medalla Real Sueca del Quórum Illis en  1907. Murió en 1942 y fue enterrada en Gagnef.